# КУД „Врело Ибра“ Рожаје
КУД Врело Ибра из Рожаја је водећи представник бошњачке фолклорне традиционалне уметности у Црној Гори и њен врхунски репрезент у земљи и иностранству. Ансамбл је основан 1971. године, са задатком да сакупља, чува, негује, развија и презентује културно наслеђе кроз игру, песму, музику и обичаје.
Врело Ибра је народну уметност подигло на ниво високе уметничке интерпретације. На свом репертоару Врело Ибра има вредна уметничка дела свих народа наше земље у којима се огледа менталитет и уметничка тежња нашег бића. Уметност којом се Врело Ибра бави је вид комуникације међу људима коју разуме цео свет без обзира на расу, веру, језик и културу.

## Награде и признања
Фолклорни ансамбл Врело Ибра добитник је на десетине награда и признања од којих издвајамо. Гран при за фолклорну уметност Пољска 1986, Прва места на светским фестивалима фолклора у Тунису 1971, Друго место на светском фестивалу фолклора у Триполију - Либија 1976. Друго место на европском фестивалу фолклора у Јањини - Грчка. Признање за квалитет у Шпанији 1983. Златна статуета Косте Абрашевића за народну уметност у СФРЈ - Ваљево 1989. Прво место за оригиналан костим и ношњу Силифке - Турска 2004. Прво место на светском фестивалу фолклора Саинт Мало - Француска 2006.

## Галерија слика народних ношњи
- КУД Врело Ибра
- Албанска мушка ношња
- Албанска женска ношња
- Српска мушка ношња

## Видео
- КУД „ВРЕЛО ИБРА“ - Документарни филм
- Албанске игре из околине Рожаја
- Бошњачке игре из новопазарске жупе
- Рожајска сеоска ношња